# Przewoźniki (okręg mariampolski)
Przewoźniki (lit. Pervazninkai) – wieś na Litwie, w okręgu mariampolskim, w rejonie szakowskim, położona nad Niemnem.